# Marhülsen

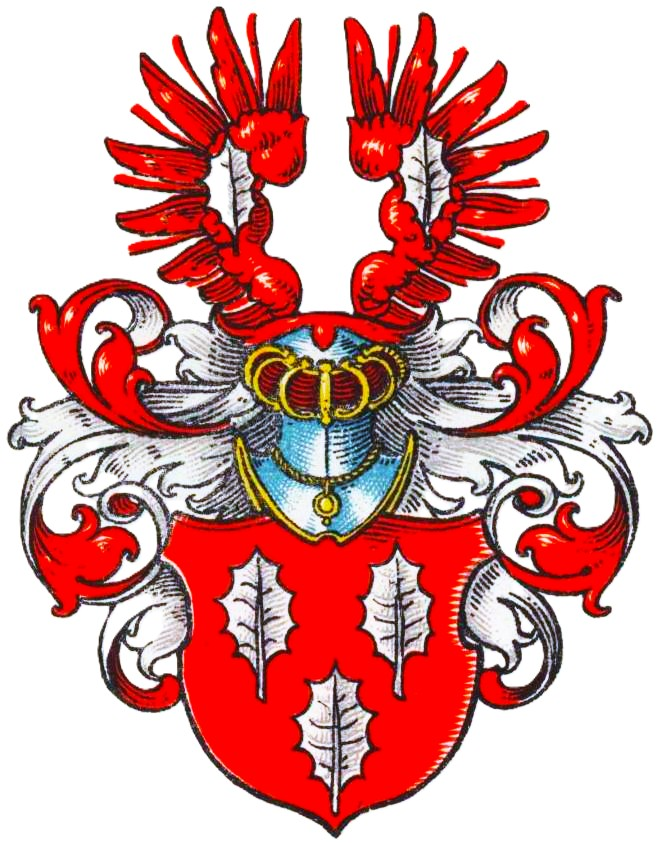
Wappen derer von Marhülsen im Wappenbuch des Westfälischen Adels

Marhülsen (auch Marhüls, van mer Hülsen o. ä.) ist der Name eines erloschenen niederländisch-westfälischen Adelsgeschlechts.

## Geschichte
Das Geschlecht stammt ursprünglich von einem gleichnamigen Stammsitz (Marhulzen) östlich von Groenlo in den Niederlanden. Die Familie besaß auch Burgsitze zu Burg Nienborg in Heek-Nienborg im heutigen Kreis Borken. Der Name des Geschlechts „von und zu Marhülsen“ und das Wappen kommen in den Wappenbüchern des osnabrückschen Domkapitels vor. Hermann von Marhülsen wurde 1446 und 1466 als Mitglied der münsterschen Ritterschaft aufgeführt. Cunera von und zu Marhülsen, Tochter von Thomas von und zu Marhülsen und Elisabeth von Eickel zu Krange, heiratete 1562 Christoph von Plettenberg (1539–1601) zu Lenhausen und Stockum. Johann von Marhülsen wohnte 1592 als Küchenmeister des Fürsten Wilhelm von Jülich-Kleve-Berg dem Leichenbegängnis desselben bei. Noch um 1737 saß die Familie im Klevischen zu Overberg.
Laut Max von Spießen erlosch die Familie in Westfalen mit dem Tod von Friedrich von Marhülsen gegen 1580. In den Niederlanden bestand die Familie deutlich länger.
Aus der Familie sollen die von Hülsen hervorgegangen sein, die ein sehr ähnliches Wappen führten.

## Wappen
Blasonierung des Redenden Wappens: In Rot drei (2:1) silberne Stechpalmenblätter (Europäische Stechpalme = Hülse). Auf dem Helm mit rot-silbernen Helmdecken ein offener roter Flug, jeder Flügel mit einem silbernen Blatt belegt.
In Heinrich Strodtmanns Wappenbuch von 1640 sind der Schild silbern und die Blätter rot dargestellt.